# Kano-Maulwurf
Der Kano-Maulwurf (Mogera kanoana) ist eine Säugetierart aus der Gattung der Ostasiatischen Maulwürfe innerhalb der Maulwürfe (Talpidae). Sie kommt auf der Insel Taiwan vor und lebt dort in hohen Gebirgslagen, in küstennahen Gebieten auch im Flachland. Die Tiere sind etwas kleiner und dunkler gefärbt als der nahe verwandte, ebenfalls auf Taiwan heimische Chinesische Inselmaulwurf, ebenso treten einzelne morphologische Unterschiede auf. Im generellen Erscheinungsbild gleichen sie aber mit ihrem zylindrischen Körper, dem kurzen Hals und den grabschaufelartigen Vordergliedmaßen den anderen Ostasiatischen Maulwürfen. Über die Lebensweise liegen kaum Angaben vor. Die Art wurde im Jahr 2007 wissenschaftlich eingeführt. Es sind keine Informationen zur Bestandsbedrohung bekannt.

## Merkmale

### Habitus
Der Kano-Maulwurf ist eine kleine Art der Maulwürfe, die Kopf-Rumpf-Länge variiert von 11,3 bis 13,4 cm, das Gewicht liegt bei 35 bis 55 g. Der Schwanz misst nur 0,9 bis 1,4 cm und erreicht dadurch 7,5 bis 11,6 % der Länge des restlichen Körpers. Im Unterschied zum Chinesischen Inselmaulwurf (Mogera insularis) wird er durchschnittlich etwas länger, dessen Schwanz macht nur rund 6,7 % der Körperlänge aus. Generell sind Tiere aus dem Süden der Insel Taiwan größer als im restlichen Verbreitungsgebiet. Im Erscheinungsbild gleicht der Kano-Maulwurf anderen Angehörigen der Ostasiatischen Maulwürfe, was sich in dem zylindrischen Körper, dem kurzen Hals und den grabschaufelartigen Vorderbeinen ausdrückt. Das Fell ist dicht und dunkel gefärbt, was eher ein typisches Kennzeichen der Eurasischen Maulwürfe (Talpa) als für die Ostasiatischen Maulwürfe (Mogera) darstellt. Die Farbgebung reicht von dunkelbraun bis schwarz, im Vergleich zum Chinesischen Inselmaulwurf ist sie dunkler. Der Schwanz ist mit langen Haaren bedeckt. Ebenfalls abweichend vom Chinesischen Inselmaulwurf zieht die Schnauze lang aus und ist schmal. Am Nasenspiegel öffnen die Nasenlöcher zur Seite hin und die Nasenspitze steht weit nach vorn. Der Vorderfuß wird zwischen 1,3 und 1,6 cm lang und breit, der Hinterfuß misst 1,4 bis 1,6 cm in der Länge.

### Schädel- und Gebissmerkmale
Der Schädel des Kano-Maulwurfs ist klein, die Gesamtlänge beträgt durchschnittlich 30,4 mm. Der Gaumen wirkt kurz und vor allem am Rostrum schmal. In Seitenansicht wölbt sich das Rostrum vor dem vierten Prämolaren nach unten. Es ist auf Höhe der Molaren 7,7 mm, auf Höhe der Eckzähne 4,1 mm weit. Die Jochbögen sind grazil und laden seitlich leicht aus. Die Öffnung des äußeren Gehörgangs ist verglichen mit der des Chinesischen Inselmaulwurfs breit, aber schmaler als beim La-Touche-Maulwurf (Mogera latouchei). Der Unterkiefer erreicht durchschnittlich 19,0 mm Länge. Das Gebiss besteht aus 42 Zähnen mit folgender Zahnformel: {\displaystyle {\frac {3.1.4.3}{2.1.4.3}}}. Typischerweise sind in der Gattung Mogera in der unteren Zahnreihe nur zwei Schneidezähne ausgebildet. Von den unteren Prämolaren ragen der erste und der letzte am höchsten. Die unteren Molaren weisen je zwei Haupthöcker auf, von denen der hintere wesentlich niedriger als der vordere ist. In der Oberen Zahnreihe bildet die gesamte Schneidezahnreihe ein V, das innere Paar ist am größten ausgebildet. Die Prämolaren stehen locker und nicht so eng beieinander wie beim Chinesischen Inselmaulwurf. Die Molaren sind eher klein, durch den fehlenden Hypoconus haben sie einen dreieckigen Umriss. Die Länge der oberen Zahnreihe beträgt 12,0 mm, die der unteren 11,1 mm. Davon nehmen die oberen Mahlzähne jeweils 5,1 mm, die unteren 5,5 mm ein.

### Skelettmerkmale
Die Wirbelsäule besteht aus 7 Hals-, 13 Brust-, 6 Lenden- und 6 Kreuzbeinwirbeln. Im Gegensatz zu den japanischen Vertretern der Ostasiatischen Maulwürfe weist der Kano-Maulwurf damit einen Brustwirbel weniger auf, was dem Chinesischen Inselmaulwurf entspricht. Der Oberarmknochen des Kano-Maulwurfs ist typisch für Maulwürfe kurz und breit, er hat aber verglichen mit den meisten anderen Ostasiatischen Maulwürfen eine eher schlanke Gestalt. Die Breite erreicht nur gut 70 % der Länge, beim Chinesischen Inselmaulwurf sind es etwa 75 %. Auch das Becken ist schlanker als beim Chinesischen Inselmaulwurf, während das Schulterblatt kürzer wird.

### Genetische Merkmale
Der diploide Chromosomensatz lautet 2n = 32. Er besteht aus 9 meta- bis submetazentrischen, 4 subtelozentrischen und 2 acrozentrischen Autosomenpaaren. Das Y-Chromosom ist fleckenartig, das X-Chromosom submetazentrisch.

## Verbreitung und Lebensraum

Verbreitungsgebiet des Kano-Maulwurfs

Das Verbreitungsgebiet des Kano-Maulwurfs beschränkt sich auf die Insel Taiwan. Dort wurde die Art unter anderem an den Hängen der Berge Yushan und Alishan im Zentrum der Insel, bei Shoufeng im Landkreis Hualien an der Ostküste und an der Südspitze der Insel nachgewiesen. Im zentralen Teil von Taiwan stammen die Belege des Kano-Maulwurfs aus den höheren Gebirgslagen um 2800 m mit hauptsächlichem Laubwaldbewuchs. Die Tiere dringen dort aber auch in Gärten sowie auf Wiesen und Wasabifelder vor. In den küstennäheren Flachlandgebieten konnte der Kano-Maulwurf bisher nur auf einzelnen Farmländern und in städtischer Umgebung angetroffen werden, jedoch nicht auf Reisfeldern oder anderen landwirtschaftlich genutzten Flächen.

## Lebensweise
Über die Lebensweise des Kano-Maulwurfs sind nur wenige Informationen verfügbar. Die Tiere graben Tunnel und Gänge und hinterlassen an der Oberfläche kleine Auswurfhügel, was den anderen Vertretern der Ostasiatischen Maulwürfe oder denen der Eurasischen Maulwürfe entspricht. Möglicherweise konkurriert die Art mit größeren Ratten beziehungsweise dient diesen als Beute. Bisher sind zwei trächtige Weibchen bekannt, die jeweils drei Föten trugen. Eine Beobachtung stammt aus dem März aus höheren Gebirgslagen, die andere aus dem August im südlichen Flachland. Eventuell ergeben sich dadurch Unterschiede in der Paarungszeit der lokalen Populationen.

## Systematik
Der Kano-Maulwurf ist eine Art aus der Gattung der Ostasiatischen Maulwürfe (Mogera). Diese besteht aus insgesamt neun Arten und gehört wiederum zur Familie der Maulwürfe (Talpidae). Innerhalb der Familie bildet sie gemeinsam mit einigen anderen, vorwiegend eurasisch verbreiteten Artengruppen die Tribus der Eigentlichen Maulwürfe (Talpini). Die Tribus vereint die zumeist grabenden Vertreter der Maulwürfe, andere Mitglieder der Familie leben dagegen nur teilweise unterirdisch, bewegen sich oberirdisch fort oder sind an eine semi-aquatische Lebensweise angepasst. Gemäß molekulargenetischen Untersuchungen verteilen sich die Ostasiatischen Maulwürfe auf zwei Verwandtschaftslinien. Eine umschließt die ost- und südostasiatisch-festländischen Vertreter um den Chinesischen Inselmaulwurf (Mogera insularis), die andere setzt sich aus den Arten der japanischen Inselwelt um den Japanischen Maulwurf (Mogera wogura) zusammen, wobei in letzterer zusätzlich noch der Ussuri-Maulwurf (Mogera robusta) der Koreanischen Halbinsel und der fernöstlichen russischen Region Primorje eingegliedert ist. Die Trennung der Ostasiatischen Maulwürfe in diese beiden Linien reicht bis in das Obere Miozän vor etwa 10 bis 8 Millionen Jahre zurück. Die weitere Differenzierung der erstgenannten Gruppe begann wenig später. Zuerst formte der La-Touche-Maulwurf (Mogera latouchei) aus dem südlichen China und aus Vietnam eine eigene Linie aus, was bereits vor rund 8 Millionen Jahren vollzogen war. Der Chinesische Inselmaulwurf, der ebenfalls auf Taiwan vorkommt, gilt als Schwesterform des Kano-Maulwurfs. Beide Arten trennten sich im Pliozän vor rund 4,5 Millionen Jahren voneinander. Cytogenetisch bestehen zwischen dem Kano-Maulwurf und dem Chinesischen Inselmaulwurf keine größeren Unterschiede, da beide Maulwurfsvertreter eine Chromosomenanzahl von 2n = 32 aufweisen. Ebenso treten keine Abweichungen in der Anzahl der Arme der Autosomen auf (fundamentale Anzahl), die jeweils bei 56 liegt (ursprünglich wurde vom Chinesischen Inselmaulwurf eine fundamentale Anzahl von 54 ohne Geschlechtschromosome veröffentlicht, was aber auf eine falsche Identifizierung eines Chromosoms zurückzuführen ist). Der La-Touche-Maulwurf hat dem gegenüber einen diploide Chromosomensatz von 2n = 30, die japanischen Angehörigen der Ostasiatischen Maulwürfe hingegen von 2n = 36.
Die wissenschaftliche Erstbeschreibung des Kano-Maulwurfs wurde von einem Forscherteam um Shin-ichiro Kawada im Jahr 2007 veröffentlicht. Grundlage dafür bildeten rund ein Dutzend Tiere aus Taiwan, der Großteil von ihnen wurde während drei verschiedener Expeditionen in die zentralen Gebirge zwischen den Jahren 2001 und 2003 gesammelt, so auch der Holotyp. Bei diesem handelt es sich um ein ausgewachsenes Männchen aus dem Yushan-Nationalpark, dem Typusgebiet der Art, er wurde im August 2002 gefunden. Das Artepitheton ehrt Tadao Kano, der die Natur und Folklore Taiwans intensiv studierte sowie annahm, dass es auf der Insel mehrere Vertreter der Maulwürfe gibt. Überlegungen dazu reichen bis in die 1930er Jahre zurück, als der Zoologe Kyukichi Kishida ein Tier aus den Gebirgslagen von Taiwan unter der japanischen Bezeichnung Yamadi hime mogura (so viel wie „kleiner Gebirgsmaulwurf“) vorstellte. Wenig später verwiesen andere Wissenschaftler, darunter Kano, auf den Artnamen Mogera montana unter der Autorenschaft von Kishida. Dessen Erstbeschreibung wurde allerdings nie veröffentlicht, so dass Mogera montana kein anerkanntes Taxon darstellt. Jedoch bestätigte eine Untersuchung aus dem Jahr 2001 das Vorkommen von zwei, morphologisch abweichenden Maulwurfformen auf Taiwan, die sich in der Gestaltung der Schnauze unterscheiden. Bis dahin wurden alle Maulwürfe der Insel dem Chinesischen Inselmaulwurf zugeschlagen. Dieser enthielt teilweise auch den La-Touche-Maulwurf, der auf dem ostasiatischen Festland vorkommt. Für den Kano-Maulwurf werden keine Unterarten unterschieden. Es gibt jedoch innerhalb der Art eine größere genetische und morphologische Variabilität als im Vergleich beim Chinesischen Inselmaulwurf.

## Bedrohung und Schutz
Die IUCN führt den Kano-Maulwurf gegenwärtig nicht. Die Art kommt sowohl im Yushan- als auch im Kenting-Nationalpark vor.